# The Fighting Buckaroo (film, 1926)

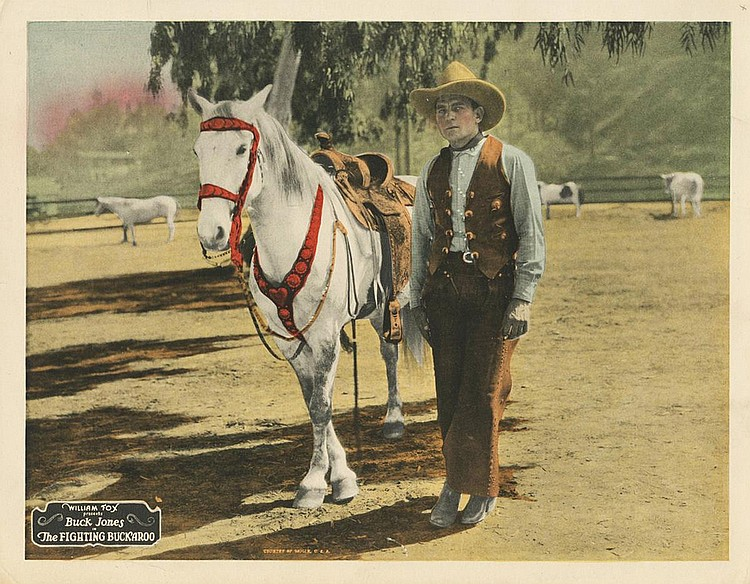
Carte promotionnelle du film.

Pour les articles homonymes, voir The Fighting Buckaroo.
The Fighting Buckaroo est un western américain réalisé par Roy William Neill, sorti en 1926.

## Synopsis
Larry Crawford, qui tente d'arrêter une voiture qui a renversé un garçon, arrête par erreur le juge Richard Gregory. Au cours de cette mésaventure, il tombe amoureux de Betty, la fille du juge. Il est envoyé pour prendre une option sur le terrain du juge, sur lequel on a trouvé de l'or. Un autre homme convoite le terrain et la jeune femme. Sa bande vole les perles de la jeune femme, mais Larry la sauve. Après une course folle, ils arrivent à temps pour prendre une option sur le terrain, et obtenir le consentement du juge à leur mariage.

## Fiche technique
- Réalisateur : Roy William Neill
- Scénario : Frank Howard Clark, Charles Darnton
- Producteur : William Fox
- Photographie : Reginald Lyons
- Production : Fox Film
- Durée : 50 minutes
- Date de sortie : 4 avril 1926

## Distribution
- Buck Jones : Larry Crawford
- Sally Long : Betty Gregory
- Lloyd Whitlock : Glenmore Bradley
- Frank Butler : Percy M. Wellington
- E.J. Ratcliffe : Juge Richard Gregory
- Ben Hendricks Jr. : First Crook
- Ray Thompson : Second Crook
- Frank Rice : Any Parker